# James Mitchell (rose)
Pour les articles homonymes, voir James Mitchell.
'James Mitchell' est un cultivar de rosier mousseux obtenu en 1861 par le fameux horticulteur et rosiériste parisien Eugène Verdier. Cette variété est toujours cultivée. Elle est dédiée à un pépiniériste anglais du Sussex.

## Description
Cette rose très parfumée exhibe une délicate couleur rose aux nuances lilas au fur et à mesure. Les fleurs en pomponssont doubles (17-25 pétales), de taille moyenne (9 cm) en forme de coupe. La floraison n'est pas remontante.
Le buisson peu touffu, au feuillage vert bronze, s'élève à 150 cm pour une largeur de 120 cm. Ses rameaux sont gainés d'une légère mousse brune.
Sa zone de rusticité est de 6b à 9b ; il supporte donc les hivers rigoureux. Cette variété est très résistante aux maladies du rosier et apprécie une situation ensoleillée et la culture en climat méditerranéen et en pot.